# Miséria

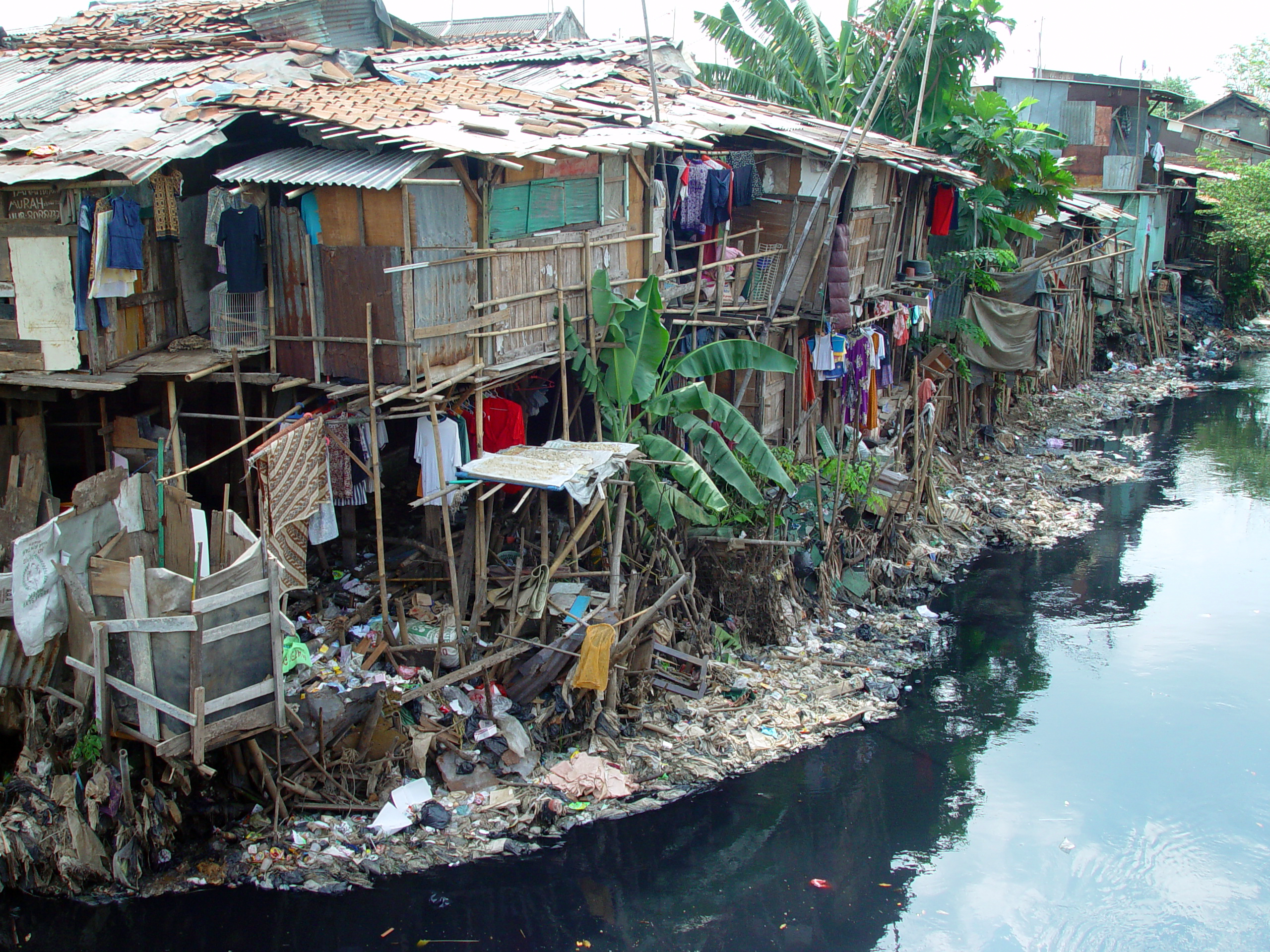
Uma favela em Jacarta, Indonésia.

Miséria ou estado de penúria é uma pobreza tão extrema que suas vítimas não dispõem de dinheiro sequer para adquirir uma quantidade mínima de alimentos e outras coisas essenciais à mera sobrevivência. Os miseráveis em geral não têm moradia fixa e por isso estão fora do alcance dos programas de assistência que presumem a existência de endereço.

## Definições
A definição oficial sobre miséria ou pobreza pode variar de acordo com cada organismo internacional.
- Organização das Nações Unidas para Agricultura e Alimentação (FAO) - define uma pessoa pobre como sendo aquela que não tem dinheiro para garantir uma refeição que forneça, no mínimo, 1750 calorias por dia.[2]

- Comissão Econômica para a América Latina e o Caribe (CEPAL) -  define uma pessoa pobre como sendo aquela que não tem dinheiro para garantir uma refeição que forneça, no mínimo, 2200 calorias por dia.[2]

- Organização das Nações Unidas (ONU) - define uma pessoa pobre como aquela que tem uma renda equivalente a US$ 1,25 por dia (cerca de R$6,7 ou €1,23, em câmbio de Julho de 2022).[2]

- União Europeia (UE) - define que uma pessoa pode ser considerada pobre quando ganha 60% da renda média do país.[2]

- Ministério do Desenvolvimento Social (Brasil) - define que a linha de pobreza no Brasil é quem vive com uma renda de até R$140 por mês.

## Miséria no Brasil
Segundo dados da Fundação Getúlio Vargas, 27,6 milhões de brasileiros estavam na pobreza em 2021. Isso significa que 13% da população estava vivendo com até R$ 290 por mês (cerca de €53,4 ou US$54,2, em câmbio de Julho de 2022), o maior patamar desde 2012.
Pesquisa da Consultoria IDados com base nos indicadores da Pesquisa Nacional por Amostra de Domicílio (Pnad), do IBGE, para o segundo semestre de 2021, mostra que 30,2 milhões estavam vivendo com até um salário mínimo (R$1100 no ano do estudo, R$1212 atualmente). Do total de ocupados, são 34,4% de trabalhadores estavam recebendo o mínimo ou menos, o patamar mais alto já apurado desde o início da série histórica da Pnad, em 2012. Os dados são ainda mais graves para a população afro-brasileira, uma vez que, dos mais de 30 milhões citados, quase 20 milhões são negros. 43,1% dos negros ocupados recebem até 1 salário mínimo ou menos. No quarto trimestre de 2015, no melhor momento da série histórica, eram 34,4%.

### Aumento da pobreza e prognósticos futuros
Um estudo divulgado, em 2022, pela Tendência Consultorias e MB Associados apontaram o aumento da pobreza e da miséria no Brasil. A pesquisa demonstrou que mais da metade da população brasileira está inclusa nas classes D e E, com no máximo R$2,9 mil de renda domiciliar. A fatia de domicílios nessas classes supera 51%.
O prognóstico de curto prazo também é negativo, pois a retomada econômica tende a favorecer primeiro as classes mais altas da população, que são apenas 2,8% do país, enquanto a mobilidade de renda de 50,7% das classes D e E deve ser reduzida nos próximos anos. Ainda segundo o mesmo estudo, enquanto os brasileiros mais ricos utilizavam 48,6% de seus ganhos para a aquisição de itens essenciais, a classe média alta utilizava 61,5%, a classe média baixa, 71,2%, e os mais pobres, 78,6%.

### Cidades mais pobres
De acordo com dados divulgados pelo IBGE em 2013, 8 das 10 cidades mais pobres do Brasil encontram-se na Região Nordeste, sendo 4 destas no estado do Maranhão e 3 no Piauí:
| 10 cidades mais pobres do Brasil (em 2013) | 10 cidades mais pobres do Brasil (em 2013) | 10 cidades mais pobres do Brasil (em 2013) |
| Posição                                    | Cidade                                     | Estado                                     |
| ------------------------------------------ | ------------------------------------------ | ------------------------------------------ |
| 1º                                         | Centro do Guilherme                        | Maranhão                                   |
| 2º                                         | Jordão                                     | Acre                                       |
| 3º                                         | Belágua                                    | Maranhão                                   |
| 4º                                         | Pauini                                     | Amazonas                                   |
| 5º                                         | Santo Amaro do Maranhão                    | Maranhão                                   |
| 6º                                         | Guaribas                                   | Piauí                                      |
| 7º                                         | Novo Santo Antônio                         | Piauí                                      |
| 8º                                         | Matões do Norte                            | Maranhão                                   |
| 9º                                         | Manari                                     | Pernambuco                                 |
| 10º                                        | Milton Brandão                             | Piauí                                      |

## Miséria em Portugal
Análise feita pela base de dados Pordata em 2020, com base em informações do Instituto Nacional de Estatística (INE), mostra que 9,5% da população empregada em Portugal era considerada pobre, ou seja, vivia com rendimentos inferiores ao limiar da pobreza (cerca de €540 naquela ocasião). Isso representa 1,6 milhões de portugueses, em um país com 10,3 milhões de habitantes. Em termos europeus, o indicador português só é melhor que o de Romênia (14,9%), Espanha (11,8%), Alemanha (10,6%), Estônia (10%), Grécia (9,9%), Polônia (9,6%) e Bulgária (9,6%).
De acordo com o estudo intitulado "A Pobreza em Portugal - Trajetos e Quotidianos", coordenado pelo sociólogo Fernando Diogo, da Universidade dos Açores, quase 60% dos pobres com mais de 18 anos em Portugal trabalham. Além dos 26,6% em situação precária, os trabalhadores com um contrato são quase um terço das pessoas em situação de pobreza. Ou seja, do total de empregados, quase 11% são pobres.
Partindo dos inquéritos do INE sobre condições de vida e rendimentos das famílias (ICOR), o estudo demonstra que, com mais ou menos oscilações, um quinto da população portuguesa vivia em situação de pobreza entre 2003 e 2018. Em 2021, a taxa de pobreza era de 17,2% (1,7 milhões de pessoas). Em 2017, as famílias em situação de pobreza ou exclusão social somavam quase 2,4 milhões de pessoas, ou seja, 23,3% do total da população portuguesa, e o risco de pobreza ou exclusão social era de 19,8%, abrangendo mais de dois milhões de pessoas. 13% dos pobres em Portugal não têm emprego e um em cada três ganham pelo menos o salário mínimo (€705 em 2022, o equivalente a cerca de US$715 ou R$3823, mais do triplo do mínimo brasileiro de R$1212).

### Portugal e União Europeia
Segundo o Eurostat, há 91 milhões de pessoas (21%) em situação de pobreza e exclusão social na União Europeia (UE) e mais de dois milhões (22% da população) em Portugal, que ainda assim superou, em 2017, a meta de redução da pobreza prevista para 2020, ao ter conseguido retirar 543 mil das condições mais precárias de vida. Entre os países do bloco, Portugal é o oitavo com maior desigualdade entre os 20% mais ricos e os 20% mais pobres, sendo que os primeiros ganham cinco vezes mais do que os segundos. A Bulgária é a que está em pior situação no ranking (oito vezes mais), enquanto República Checa, Eslováquia e Eslovênia são os que apresentam menor diferença na desigualdade (três vezes mais). Portugal é o nono país com menor PIB per capita entre os 27, abaixo da média europeia, duas vezes menor do que, por exemplo, o irlandês e três vezes menor do que o luxemburguês.
Com relação a moradia, uma em cada quatro portugueses (24%) vive com más condições de habitação, proporção que, na União Europeia, só é ultrapassada pelo Chipre (31%). Portugal também é o quarto país com maior proporção de população (19%) que não se consegue manter aquecida adequadamente, apesar desde índice ter diminuído 17% em 15 anos. Só Bulgária (30%), Lituânia (27%) e Chipre (21%) registram maiores proporções.
Portugal é o sétimo país europeu com maior taxa de abandono escolar (10,6%), embora seja o segundo país que mais viu decrescer este índice entre 2002 e 2019. A escolaridade obrigatória até ao 12.º ano, aprovada em 2009 e que entrou em vigor no ano letivo de 2012-2013, parece ter sido fundamental para esta queda.

### Covid-19
Com relação aos efeitos da Pandemia de COVID-19, o professor Fernando Diogo considera que o aumento da pobreza como consequência da crise econômica provocada por ela não está a ser marcado pelo surgimento de “novos pobres”, mas sim de pessoas que já estiveram nessa situação, fazendo mais sentido falar de vulneráveis empobrecidos (e regressados à pobreza) do que de novos pobres.

### Cidades mais pobres
| 10 cidades mais pobres de Portugal, com base do índice de poder de compra do Instituto Nacional de Estatística (INE) (em 2019) | 10 cidades mais pobres de Portugal, com base do índice de poder de compra do Instituto Nacional de Estatística (INE) (em 2019) | 10 cidades mais pobres de Portugal, com base do índice de poder de compra do Instituto Nacional de Estatística (INE) (em 2019) |
| Posição | Município | Índice |
| --- | --- | --- |
| 1º | Cinfães | 56,54 |
| 2º | Tabuaço | 56,63 |
| 3º | Celorico de Basto | 56,64 |
| 4º | Câmara de Lobos | 57,04 |
| 5º | Ponta do Sol | 58,55 |
| 6º | Baião | 59,40 |
| 7º | Ribeira de Pena | 59,66 |
| 8º | Resende | 59,11 |
| 9º | Vinhais | 59,84 |
| 10º | Penalva do Castelo | 60,38 |

## Ligações Externas
- Plano Brasil Sem Miséria (página acessada em 9 de julho de 2014).